# ابروزردک سرکوچک
ابروزردک سرکوچک (نام علمی: Elaenia sordida) نام یک گونه از سرده ابروزردک است.